# Nagarik Śakti
Nagarik Śakti (pol. Władza Obywateli) – powołane 18 lutego  2007 roku ugrupowanie polityczne na czele z
Mohammadem Yunusem. Ugrupowanie zostało utworzone na terenie Bangladeszu. Yunus przekazał swoje idee mieszkańcom kraju i poprosił ich  opinie, pisząc  trzy listy skierowane do obywateli w znanym ogólnokrajowym dzienniku The Daily Star. W liście otwartym opublikowanym 11 lutego przez Yunusa, przedstawia on założenia, że partia miała być świecką, demokratyczną alternatywą oraz miała pozyskać wsparcie osób młodych, działaczy społeczeństwa obywatelskiego i osób zniechęconych do obecnie prowadzonej w Bangladeszu polityki. Ruch przetrwał 2 miesiące i został rozwiązany 3 maja 2007 roku.  